# Zehnkampf-Länderkampf der Männer 1975 BR Deutschland – Rumänien
| 1. Leichtathletik-Länderkampf mit bundesdeutscher Beteiligung 1975 | 1. Leichtathletik-Länderkampf mit bundesdeutscher Beteiligung 1975 |
| ------------------------------------------------------------------ | ------------------------------------------------------------------ |
|                                                                    |                                                                    |
| Zehnkampf-Vergleich der Männer: BR Deutschland – Rumänien          |                                                                    |
| Austragungsort                                                     | Pliezhausen                                                        |
| Wettbewerbe                                                        | 1                                                                  |
| Datum                                                              | 24./25. Mai                                                        |
| 1. FRG 2. ROU                                                      | 30.433 Punkte 28.678 Punkte                                        |
| Chronik                                                            |                                                                    |
| ← letzter LK 1974: 00FRG-SWE Geher (M)                             | FRG-NLD-SUI Str'lauf (M) →                                         |

Den ersten Vergleich des Länderkampfjahres 1975 bestritten die Zehnkämpfer. Zum vierten Mal trafen sie in einem Zwei-Nationen-Vergleich auf Rumänien. Die Begegnungen zuvor hatte die Bundesrepublik gewonnen. Außerdem hatte es zwei Vergleiche zwischen den beiden Ländern gegeben, in denen Polen als dritter Teilnehmer dazugekommen war. In diesen beiden Wettkämpfen hatte das bundesdeutsche einmal gesiegt und 1972 mit einer B-Mannschaft den dritten Platz belegt. Die diesjährige Begegnung fand am 24./25. Mai in der Pliezhausen statt.

## Modus
Ursprünglich war vereinbart, dass jede Nation sechs Zehnkämpfer stellen konnte, von denen die fünf Besten durch Addition ihrer Punkte gewertet wurden. Rumänien trat jedoch mit nur vier Athleten an. Deshalb wurden letztlich nur je vier Zehnkämpfer durch Addition ihrer Punkte gewertet.

## Ergebnis
Die gewerteten bundesdeutschen Zehnkämpfer lagen in der Einzelwertung mit den Plätzen eins, drei, vier und fünf deutlich vor den rumänischen Vertretern. In der Gesamtwertung über die Punkteaddition führte das mit 30.433 Punkten zu einem klaren bundesdeutschen Sieg. Die rumänischen Sportler erreichten 1755 Punkte weniger.

## Legende
Kurze Übersicht zur Bedeutung der Symbolik – so üblicherweise auch in sonstigen Veröffentlichungen verwendet:
| w | Rückenwindunterstützung über dem erlaubten Limit |

## Resultat
| Platz | Name               | Nation | Punkte | 100 m    | Weit- sprung | Kugel- stoßen | Hoch- sprung | 400 m  | 110 m Hürden | Diskus- wurf | Stabhoch- sprung | Speer- wurf | 1500 m     |
| ----- | ------------------ | ------ | ------ | -------- | ------------ | ------------- | ------------ | ------ | ------------ | ------------ | ---------------- | ----------- | ---------- |
| 01    | Guido Kratschmer   | FRG    | 8005   | 10,5 s-w | 7,51 m00     | 14,68 m       | 1,92 m       | 50,7 s | 14,0 s-w     | 44,70 m      | 4,10 m           | 61,46 m     | 4:49,3 min |
| 02    | Vasile Bogdan      | ROU    | 7727   | 10,8 s-w | 7,05 m00     | 14,89 m       | 1,86 m       | 50,1 s | 15,1 s-w     | 41,10 m      | 4,40 m           | 58,30 m     | 4:38,4 min |
| 03    | Eckart Müller      | FRG    | 7528   | 11,0 s-w | 7,21 m-w     | 12,77 m       | 2,10 m       | 51,5 s | 14,8 s-w     | 39,82 m      | 4,00 m           | 54,78 m     | 4:48,3 min |
| 04    | Helmut Kammermeier | FRG    | 7465   | 10,7 s-w | 6,79 m00     | 14,31 m       | 1,80 m       | 51,1 s | 14,9 s-w     | 42,68 m      | 3,70 m           | 64,94 m     | 4:47,3 min |
| 05    | Rudi Hausner       | FRG    | 7435   | 10,8 s-w | 7,16 m-w     | 11,53 m       | 1,83 m       | 48,9 s | 14,9 s-w     | 39,40 m      | 4,20 m           | 49,30 m     | 4:30,9 min |
| 06    | Norbert Hoischen   | FRG    | 7393   | 11,1 s-w | 6,49 m00     | 13,91 m       | 1,89 m       | 51,8 s | 15,2 s-w     | 40,84 m      | 4,00 m           | 63,48 m     | 4:35,6 min |
| 07    | Nihai Nicolao      | ROU    | 7292   | 10,9 s-w | 6,88 m-w     | 12,79 m       | 1,83 m       | 52,8 s | 15,0 s-w     | 39,62 m      | 4,30 m           | 57,86 m     | 4:47,6 min |
| 08    | Dieter Leyckes     | FRG    | 7248   | 11,1 s-w | 6,92 m00     | 13,83 m       | 1,89 m       | 49,8 s | 16,2 s-w     | 43,70 m      | 3,70 m           | 52,00 m     | 5:34,6 min |
| 09    | Gheorghe Lixandru  | ROU    | 7004   | 10,6 s-w | 6,40 m00     | 13,73 m       | 1,80 m       | 50,5 s | 15,0 s-w     | 43,70 m      | 3,70 m           | 52,00 m     | 5:34,6 min |
| 10    | Dobre Savenco      | ROU    | 6655   | 11,3 s-w | 6,22 m00     | 13,63 m       | 1,80 m       | 52,2 s | 15,5 s-w     | 37,20 m      | 3,50 m           | 42,82 m     | 4:37,0 min |